# Vegger
Vegger ist eine dänische Ortschaft mit 304 Einwohnern (Stand 1. Januar 2023) im Himmerland. Die Ortschaft liegt im Kirchspiel Skivum (Skivum Sogn), das bis 1970 zur Harde Års Herred im damaligen Aalborg Amt gehörte. Mit der Auflösung der Hardenstruktur wurde das Kirchspiel in die Aars Kommune im damaligen Amt Nordjütland aufgenommen, die Kommune wiederum ging mit der Kommunalreform zum 1. Januar 2007 in der Vesthimmerlands Kommune in der Region Nordjylland auf.
Vegger liegt etwa acht Kilometer nördlich von Aars, zehn Kilometer südwestlich von Nibe und etwa 15 km westlich von Støvring. 